# ATLAS (система телескопов)
ATLAS (англ. Asteroid Terrestrial-impact Last Alert System — букв. «Система последнего оповещения о столкновении астероидов с Землей») — роботизированная система астрономического обзора и раннего предупреждения, оптимизированная для обнаружения небольших околоземных объектов за несколько недель или дней до их столкновения с Землёй. Система разработана Институтом астрономии Гавайского университета, и им же управляется. Финансируется НАСА .
В состав системы входят четыре 0,5-метровые телескопа. Два из них расположены на Гавайских островах на расстоянии 160 км друг от друга: один в Обсерватории Халеакала (ATLAS-HKO, код обсерватории T05), второй в Мауна-Лоа (ATLAS-MLO, код обсерватории T08). Третий телескоп расположен в Южноафриканской астрономической обсерватории в Сатерленде (ATLAS-SAAO, код обсерватории M22) в Южной Африке, а четвёртый — в обсерватории Эль-Соус в Рио-Уртадо (Чили) (код обсерватории W68).
Наблюдения с помощью системы ATLAS начались в 2015 году на одном телескопе в Халеакале. В 2017 году к системе добавили второй гавайский телескоп. Вскоре к финансированию проекта присоединилась НАСА, и в начале 2022 года в систему добавили два дополнительных телескопа в Южном полушарии.
Каждую ясную ночь каждый телескоп четырежды осматривает четверть всего видимого неба. Присоединение двух южных телескопов в четыре раза улучшило покрытие наблюдаемого неба системой ATLAS, а также добавило невидимую до этого южную часть неба.

## Контекст
Столкновения с большими космическими телами существенно повлияли на историю Земли. Ими объясняются, в частности, формирование системы Земля — Луна, происхождение воды на Земле, эволюция жизни и несколько массовых вымираний. Среди заметных доисторических событий — столкновение с 10-километровым астероидом 66 миллионов лет назад, в результате которого, как считается, образовался кратер Чиксулуб и началось меловое вымирание, уничтожившее всех нелетающих динозавров и три четверти всех видов растений и животных на Земле. Удар астероида 37 миллионов лет назад, в результате которого образовался кратер Мистастин, вызвал мгновенный рост температуры выше 2370 °C — это самый известный естественный уровень на поверхности Земли.
После начала системного отслеживания астрономических событий зафиксированы сотни столкновений космических тел с Землей и взрывы метеоров в воздухе. Очень незначительная часть из них становилась причиной смертей, травм, повреждения имущества или других крупных локальных последствий.
Каменные астероиды диаметром 4 м попадают в атмосферу Земли примерно раз в год. Астероиды диаметром 7 м попадают в атмосферу примерно каждые 5 лет; их кинетическая энергия соизмерима с энергией взрыва атомной бомбы, сброшенной на Хиросиму в 1945 году (примерно 16 килотонн тротила). В момент взрыва в воздухе рассеивается примерно треть этой кинетической энергии, то есть 5 килотонн. Такие относительно небольшие астероиды обычно взрываются в верхних слоях атмосферы, и всё твердое вещество, из которого они состоят, или большая его часть испаряются.
Астероиды диаметром 20 м попадают в Землю примерно два раза в столетие. Одним из самых известных таких ударов является 50-метровый Тунгусский метеорит 1908 года, который, судя по всему, не повлек за собой жертв, но уничтожил несколько тысяч квадратных километров леса в очень малонаселенной области Сибири. Если бы такое событие произошло в густонаселенном регионе, оно нанесло бы катастрофический ущерб.
Единственным известным столкновением в истории, повлекшим большое количество травм, стал Челябинский метеорит 2013 года. Вероятно, ещё одним подобным столкновением было событие 1490 года в Циньяне (Китай), но оно очень плохо задокументировано. Самым зарегистрированным объектом, врезавшимся в континентальную часть Земли со времен Тунгусского события, был Челябинский метеорит, имевший диаметр примерно 20 м.
Нет сомнений, что столкновения с космическими телами непременно будут происходить и в будущем. Вероятность столкновения с небольшим астероидом, который наносит ущерб на уровне региона, гораздо больше, чем вероятность столкновения с большим астероидом, оказывающим влияние на всю Землю.

Известный физик Стивен Хокинг в своей последней книге "Краткие ответы на важные вопросы " (2018) отметил, что столкновение с большим астероидом является самой большой угрозой для нашей планеты. В апреле 2018 года Фонд B612 отметил:
Вероятность того, что нас ударит [разрушительный астероид], — 100 процентов, но нам неизвестно на 100 процентов, когда именно.
В июне 2018 года Национальный научно-научно технический совет США предупредил, что Америка не готова к столкновению с астероидом, и разработала и обнародовала «Национальный план действий по готовности к околоземным объектам».
Большие по размеру астероиды можно обнаружить вдали от Земли, поэтому можно очень точно определять их орбиты за много лет до сближения. Благодаря созданию каталога Spaceguard, инициированному в 2005 году Конгрессом США для НАСА, каталогизация примерно одной тысячи околоземных объектов с диаметром более 1 километра была на 97 % завершена в 2017 году. Постепенно накапливаются данные по космическим объектам диаметром от 140 м; по оценкам, их полнота составляет около 40 %. Ожидается, что планируемая миссия НАСА NEO Surveyor идентифицирует их почти полностью до 2040 года.
Любой удар одного из известных астероидов можно предусмотреть заранее, за десятилетие или даже столетие. Это достаточно долго, чтобы найти способ отклонить их от Земли и избежать столкновения. Ни один из известных астероидов не угрожает Земле по крайней мере в течение следующего столетия — значит, можно сказать, что человечеству не грозит уничтожение цивилизации, по крайней мере, в среднесрочном будущем. С другой стороны, невозможно исключить региональные катастрофические последствия столкновений с астероидами размером несколько сотен метров.
Астероиды диаметром менее 140 метров неспособны повлечь за собой катастрофу на уровне целой планеты, но на локальном уровне последствия столкновений с ними катастрофические. Таких малых астероидов немного больше и, в отличие от крупных астероидов, небольшие удается обнаружить только тогда, когда они подходят близко к Земле. Обычно их невозможно идентифицировать раньше, чем через несколько недель, — и это слишком поздно для организации перехвата. В большинстве случаев их обнаруживают уже на траектории падения. Следовательно, небольшие астероиды нуждаются в постоянном отслеживании.
Согласно данным, приведённым экспертами в Конгрессе США в 2013 году, НАСА в то время потребовалось бы не менее пяти лет на подготовку запуска миссии по перехвату астероида. Это время можно было бы значительно сократить, заранее спланировав готовую к запуску миссию, ведь сократить время, которое пройдет после запуска, крайне сложно: оно необходимо для того, чтобы достичь астероида и медленно отклонить траекторию его движения по крайней мере на величину, равную диаметру Земли.

## Наименование
Слова Last Alert («последнее уведомление») в названии системы ATLAS указывают на то, что хотя отклонить траекторию обнаруженного ею астероида и избежать столкновения с ним уже не удастся, всё же остаются дни или недели, которые можно посвятить эвакуации населения и другим подготовительным действиям в районе поражения. По словам руководителя проекта ATLAS Джона Тонри (John Tonry),
…этого времени достаточно, чтобы эвакуировать людей из района [впечатления], принять меры по защите зданий и другой инфраструктуры, а также подготовиться к опасности океанического цунами.
Убытки на сумму более 1 миллиарда рублей и 1500 случаев травм, нанесённых ударом 17-метрового челябинского метеорита в 2013 году, стали результатом разбиения оконных стёкол ударной волной. Если бы предупреждение было предоставлено хотя бы за несколько часов до столкновения, объём потерь и количество травм можно было бы значительно снизить, если бы люди в месте поражения просто открыли все окна непосредственно перед ударом и отошли подальше от них.

## Обзор
Проект ATLAS был разработан в Гавайском университете с начальным финансированием НАСА в размере 5 млн долларов США. Его первая составляющая была возведена на вулкане Халеакала в 2015 году. Этот первый телескоп заработал в конце 2015 года, а второй, на Мауна-Лоа — в марте 2017 года.
Замена коррекционных плит Шмидта, которые сначала были нестандартными, в обоих телескопах в июне 2017 года приблизила качество изображения к номинальной ширине 2 пиксела (3,8 дюйма), то есть улучшила их чувствительность на одну звездную величину. 
В августе 2018 года проект получил 3,8 млн долларов США дополнительного финансирования НАСА для установки двух телескопов в южном полушарии. В настоящее время один из них размещен в Южноафриканской астрономической обсерватории, другой — в обсерватории Эль-Соус в Чили. Оба начали работать в начале 2022 года.
Географическое расширение ATLAS обеспечивает видимость далёкого южного неба, улучшает непрерывность покрытия и устойчивость к плохой погоде, а также предоставляет дополнительную информацию об орбитах астероидов благодаря эффекту параллакса. В целом система ATLAS будет состоять из восьми телескопов, расположенных по всему земному шару и обеспечивающих круглосуточный охват всего ночного неба.
Если радиант траектории расположен не слишком близко к Солнцу, автоматизированная система предоставляет за неделю предупреждение о приближении астероидов диаметром 45 м и за три недели — диаметром 120 м. Для сравнения, диаметр упавшего в феврале 2013 года Челябинского метеорита, по оценкам, составил 17 м. Он двигался практически со стороны Солнца, потому находился в слепой зоне всех наземных систем предупреждения. Если бы такой объект летел из другого, неослеплённого направления, система ATLAS обнаружила бы его за несколько дней до столкновения.
Кроме объектов, угрожающих столкновением и для обнаружения которых была разработана система ATLAS, она может идентифицировать на ночном небе любой объект, изменяющий свою яркость или движущуюся. Поэтому она ищет также переменные звезды, сверхновые звезды, карликовые планеты, кометы и астероиды, не угрожающие столкновениям.

## Конструкция и эксплуатация
Общая концепция системы ATLAS подразумевает совместную работу восьми телескопов Райта-Шмидта с диаметром зеркала 50 сантиметров и диафрагменным числом f/2, расположенных по всему земному шару для круглосуточного охвата всего ночного неба, каждый из которых оборудован камерой со 110-мегапиксельным ПЗС .
Система в её текущем состоянии состоит из четырёх следующих телескопов: ATLAS1 и ATLAS2 работают на расстоянии 160 км друг от друга на вулканах Халеакала и Мауна-Лоа на Гавайских островах; третий телескоп расположен в Южной Африке, четвёртый — в Чили. Эти телескопы отличаются большим полем зрения в ширину 7,4°. — это примерно в 15 раз больше диаметра полной Луны, — с которых их ПЗС-камера снимает центральную область размером 5,4° × 5,4° (10 500 × 10 500 пикселей).
Эта система позволяет снять все ночное небо, видимое с одного места, сделав примерно 1000 наводок телескопа. 30 секунд длится экспозиция каждого снимка, плюс 10 секунд тратится на считывание с камеры с одновременным переводом телескопа на следующий участок неба. Таким образом, каждое устройство системы ATLAS способно каждую ночь сканировать все видимое небо с медианным пределом полноты при видимой звездной величине 19 . Поскольку задача системы ATLAS — идентификация движущихся объектов, каждый телескоп фактически наблюдает одну четверть неба четыре раза в ночь с примерно 15-минутными интервалами.
В идеальных условиях четыре телескопа, работая вместе, могут каждую ночь наблюдать все ночное небо, но объём эффективного покрытия иногда уменьшается из-за плохой погоды, непредсказуемых технических проблем и даже неожиданного извержения вулкана Мауна-Лоа .
Четыре сделанных телескопом экспозиции позволяют автоматически идентифицировать предыдущую орбиту астероида. Если данные одного из наблюдений будут утрачены, определённая устойчивость обеспечивается благодаря перекрытиям изображений и ярким звездам, расположенным близко к астероиду. Это позволяет предположить приблизительное положение астероида в последующие ночи для последующего отслеживания.
Яркость, соответствующая видимой звездной величине 19, характеризуется как «существенно, но не слишком слаба». Она примерно в 100 000 раз слабее, чем та, которую невооруженный глаз способен заметить с очень темного места. Видимая звездная величина 19 эквивалентна огню спички, зажженной в Нью-Йорке, если смотреть на него из Сан-Франциско.
Таким образом, ATLAS сканирует видимое небо с гораздо меньшей глубиной, но гораздо быстрее, чем массивы более мощных обзорных телескопов, таких как Pan-STARRS Гавайского университета. Система Pan-STARRS проникает примерно в 100 раз глубже, чем ATLAS, но на однократное сканирование всего неба она уходит недели, а не четверть ночи . Поэтому ATLAS лучше подходит для поиска небольших астероидов, видимых в течение нескольких дней, когда они резко освещаются, пролетая очень близко к Земле.
Первоначально в рамках программы Near Earth Observation Program агентству НАСА был выделен грант в размере 5 млн долларов США. Из них 3,5 млн покрыли первые три года проектирования, строительства и разработки программного обеспечения, а остаток гранта пошёл на финансирование работы системы в течение двух лет после ввода в эксплуатацию, которое состоялось в конце 2015 года. Последующие гранты НАСА тратились на финансирование продолжения работы системы ATLAS и строительство двух телескопов в Южном полушарии.

## Открытие
- SN 2018 cow — относительно яркая сверхновая, вспыхнувшая 16 июня 2018 года.
- 2018 AH — самый большой астероид, пролетевший очень близко к Земле 2 января 2018 года (первый такой пролёт с 1971 года).
- A106fgF — астероид диаметром 2-5 м, который прошёл очень близко от Земли или врезался в неё 22 января 2018 года.
- 2018 RC, околоземный астероид, обнаруженный 3 сентября 2018 года. Примечателен тем, что его обнаружили чуть больше, чем за день до максимального приближения 9 сентября 2018 года.
- A10bMLz — космический мусор неизвестного происхождения, так называемый «пустой мусорный мешок», 25 января 2019 года[43].
- 2019 MO — астероид размером примерно 4 метра, упавший в Карибское море к югу от Пуэрто-Рико в июне 2019 года[44].
- C/2019 Y4 (ATLAS) — комета.
- Сфотографирован выброс после столкновения запущенного агентством НАСА зонда DART с астероидом Диморф[45].
- C/2023 A3 (Цзыцзиньшань — ATLAS) — комета, претендующая на роль большой кометы; по расчётам, она должна стать чрезвычайно яркой в сентябре-октябре 2024 года.
- C/2024 S1 — комета, претендующая на роль большой кометы. Обнаружена 27 сентября 2024 года во время обзора ATLAS расположенного в Халеакале, Гавайи.
- C/2024 G3 — непериодическая комета, открытая 5 апреля 2024 года.
- 2024 YR4 — астероид диаметром от 40 до 90 метров, обнаруженный 27 декабря 2024 года. Потенциально опасный астероид, которому присвоен 3-й уровень опасности из 10 по Туринской шкале из за вероятного столкновения с Землей 22 декабря 2032 года.